# Лебедев, Сергей Алексеевич
Серге́й Алексе́евич Ле́бедев (20 октября [2 ноября] 1902, Нижний Новгород, Российская империя — 3 июля 1974, Москва, СССР) — один из основоположников советской вычислительной техники, директор ИТМиВТ, Герой Социалистического Труда, лауреат Ленинской премии и Государственной премии СССР.

## Биография

### Ранние годы
Родился в Нижнем Новгороде в семье учителя и литератора Алексея Ивановича Лебедева и учительницы из дворян Анастасии Петровны (в девичестве Мавриной). Был третьим ребёнком в семье. Старшая сестра — художница Татьяна Маврина. В 1920 году семья переехала в Москву. В 1921 году сдал экзамены за курс средней школы и поступил в Московское высшее техническое училище, которое окончил в апреле 1928 года по специальности «инженер-электрик». Дипломная работа, выполненная под руководством Карла Круга, была посвящена проблемам устойчивости энергосистем, создававшихся по плану ГОЭЛРО.

### Научная работа
Начал работать во Всесоюзном электротехническом институте. После выделения в 1930 году электротехнического факультета МВТУ в самостоятельный Московский энергетический институт, стал преподавателем МЭИ. В 1933 году совместно с П. С. Ждановым опубликовал монографию «Устойчивость параллельной работы электрических систем». В 1935 году получил звание профессора, в 1939 году, не будучи кандидатом наук, защитил докторскую диссертацию, связанную с разработанной им теорией искусственной устойчивости энергосистем.
В течение 10 лет руководил отделом автоматики ВЭИ. Во время Великой Отечественной войны разработал систему стабилизации танкового орудия при прицеливании, принятую на вооружение, аналоговую систему автоматического самонаведения на цель авиационной торпеды. В 1945 году создал первую в стране электронную аналоговую вычислительную машину для решения систем обыкновенных дифференциальных уравнений, которые часто встречаются в задачах, связанных с энергетикой.
12 февраля 1945 года избран действительным членом АН УССР, а в мае 1946 года назначен директором Института энергетики АН УССР в Киеве. В 1947 году после разделения этого института становится директором Института электротехники АН УССР. Член ВКП(б) с 1946 года.
В 1947 году организовал в Институте электротехники лабораторию моделирования и вычислительной техники, в которой в 1948—1950 годах под его руководством была разработана первая в СССР и континентальной Европе Малая электронно-счётная машина (МЭСМ). В 1950 году приглашён в Институт точной механики и вычислительной техники (ИТМиВТ) АН СССР в Москве, где руководил созданием БЭСМ-1. После сдачи БЭСМ-1, с 1953 года являлся директором ИТМиВТ. Институт впоследствии получил его имя.
Под его руководством были созданы 15 типов ЭВМ, начиная с ламповых (БЭСМ-1, БЭСМ-2, М-20) и заканчивая современными суперкомпьютерами на интегральных схемах. По словам президента Российской академии наук Ю. С. Осипова, разработки Лебедева «определили столбовую дорогу мирового компьютеростроения на несколько десятилетий вперёд».
В 1953 году избран академиком АН СССР по отделению физико-математических наук (счётные устройства). В 1955 году подписал «письмо трёхсот».
Был убеждённым противником начавшегося в 1970-е годы копирования американской системы IBM 360, воплощённого в серии ЕС ЭВМ.

### Смерть
В начале 1970-х годов по состоянию здоровья уже не мог руководить ИТМиВТ, и в 1973 году в связи с тяжёлой болезнью ушёл с поста директора, продолжив работать дома, участвуя в проработке принципиальных положений суперкомпьютера «Эльбрус». Сергей Алексеевич Лебедев умер 3 июля 1974 года. Он похоронен в Москве на Новодевичьем кладбище (участок № 3).

## Семья
- Жена (с 1933 года) — Алиса Григорьевна Лебедева (урождённая Штейнберг, 1911—1979), виолончелистка, выпускница Института имени Гнесиных, из семьи зерноторговца, затем консультанта Экспортхлеба Григория Ефремовича Штейнберга (репрессирован)[4][5][6]. Мужем её сестры был Марк Абрамович Блюменфельд (1903—1937, расстрелян)[7], экономист и троцкист, в чьей квартире семья Лебедевых жила в 1930-е годы и воспоминания о котором оставил его солагерник Варлам Шаламов[8] (сама сестра Елена Григорьевна Штейнберг (1904—?) также была репрессирована)[9].
  - Сын — Сергей (1935—2007), математик.
  - Дочери-близнецы (1939) — Екатерина (пианистка) и Наталья (историк)[10].

## Награды и премии
- Герой Социалистического Труда (1 июня 1956 года)
- Сталинская премия третьей степени (1950) — за разработку и внедрение устройства компаундирования генераторов электростанций для повышения устойчивости энергосистем и улучшения работы электроустановок
- Ленинская премия (1966) — за создание системы «А» (ПРО)
- Государственная премия СССР (1969) — за разработку и внедрение в народное хозяйство высокопроизводительной универсальной ЭВМ БЭСМ-6
- четыре ордена Ленина (27 марта 1954 года, 1 июня 1956, 9 ноября 1962 года, 1 ноября 1972 года)
- орден Октябрьской революции (26 апреля 1971 года)
- 2 ордена Трудового Красного Знамени (16 мая 1947 года, 23 февраля 1957 года)
- медаль «Пионер компьютерной техники» (1996 — посмертно) — за разработку МЭСМ — первой ЭВМ в СССР и континентальной Европе, а также за основание советской компьютерной промышленности
- медаль «За доблестный труд в Великой Отечественной войне 1941—1945 гг.» (год не указан в источнике) — за разработку принятой на вооружение системы стабилизации танкового орудия при прицеливании[11].

## Память
- В честь учёного названы улицы в Киеве, Нижнем Новгороде и Санкт-Петербурге, в Киеве установлен памятник Лебедеву.
- Имя Лебедева присвоено Институту точной механики и вычислительной техники, в здании которого размещён мозаичный портрет учёного из разноцветного дерева.
- Российская академия наук за выдающиеся работы в области разработок вычислительных систем ежегодно вручает премию имени Лебедева.
- На стене дома по адресу улица Новопесчаная дом № 21, корпус 1, в котором жил Лебедев, установлена мемориальная доска.
- В 2017 году Почтой России выпущена памятная почтовая карточка, посвящённая пятидесятилетию БЭСМ-6 с портретом Лебедева.